# Симптом Адсона
Симптом Адсона (також Маневр Адсона, англ. Adson's sign, Adson's manoeuvre) — симптом синдрому виходу з грудної клітки. Коли перевіряється пальпаторно пульс на променевій артерії лівої чи правої руки, підборіддя та голова пацієнта повертаються вліво / вправо під час глибокого вдиху. За наявності компресії грудного виходу, пульс на променевій артерії зникне.
Симптом Адсона наразі не використовується як позитивний діагноз синдрому, оскільки багато людей без цього синдрому демонструють позитивний симптом Адсона.
Обструкція грудного виходу може бути спричинена низкою аномалій, включаючи дегенеративні або кісткові розлади, травми шийного відділу хребта, фіброзно-м’язові зв’язки, судинні аномалії та спазм переднього сходового м’яза. Симптоми зумовлені стисненням плечового сплетення та підключичної судинної мережі, включають скарги, починаючи від дифузного болю в руці до відчуття втоми в руці, яке часто посилюється під час носіння чогось в іпсилатеральній руці або виконання роботи над головою, наприклад миття вікон.

## Виконання маневру
Обстежуваного садять, руки його спираються на стегна. Лікар пальпує променевий пульс на досліджуваному боці. Обстежуваний активно повертає голову в іпсилатеральний бік, який тестується, тоді як лікар повертає вбік і розгинає плече обстежуваного. Той робить глибокий вдих і отримує вказівку затримати дихання. Тест є позитивним, якщо повідомляється про корінцеві симптоми, що є вторинним по відношенню до зменшення або втрати радіального пульсу.

## Етимологія
Названий на честь американського військового лікаря Альфреда Вашингтона Адсона (Alfred Washington Adson).